# 北浦和駅

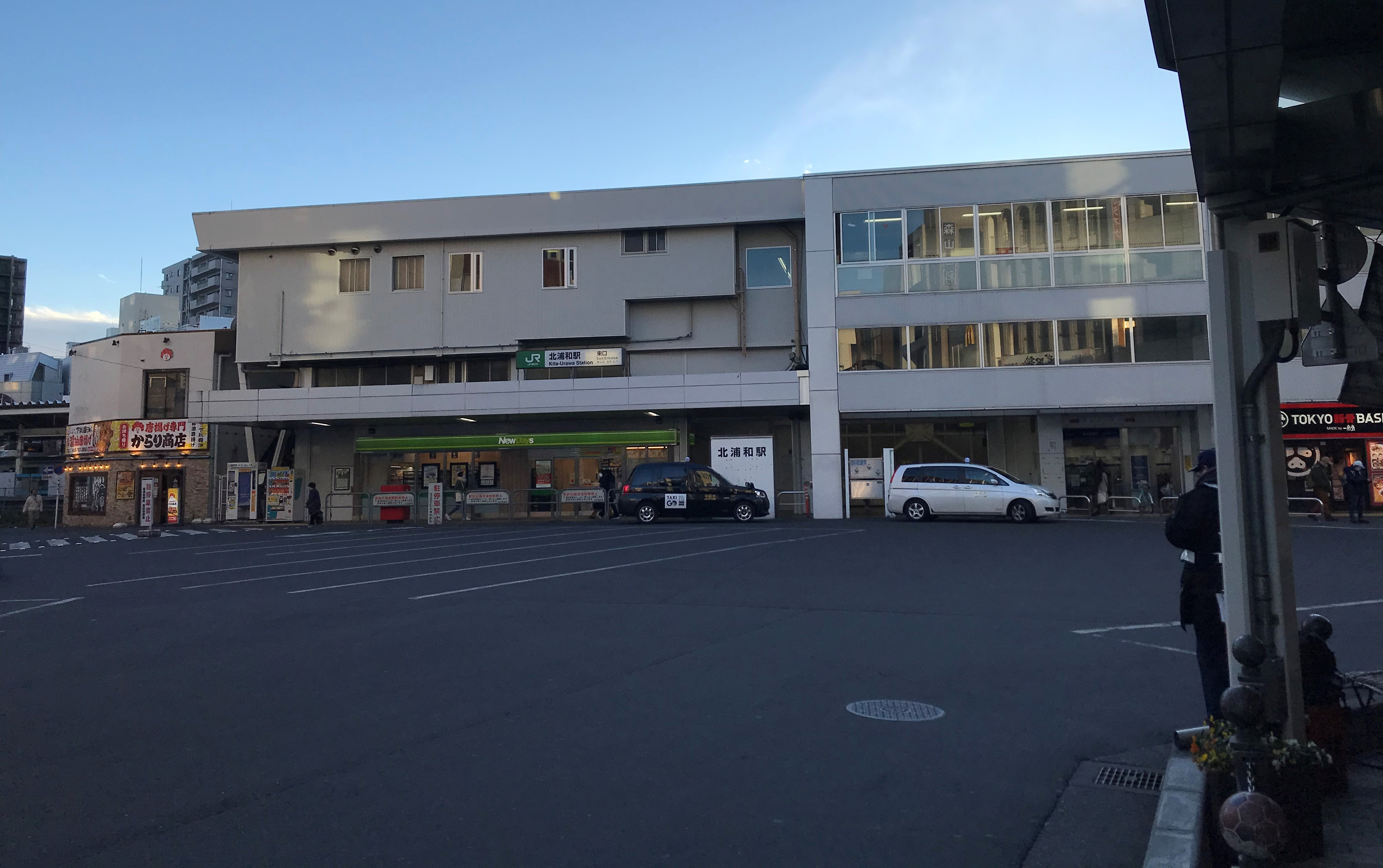
東口（2023年1月）

北浦和駅（きたうらわえき）は、埼玉県さいたま市浦和区北浦和三丁目にある、東日本旅客鉄道（JR東日本）東北本線の駅である。駅番号はJK 44。

## 概要
乗り入れている路線は、線路名称上は東北本線であるが、当駅には電車線を走る京浜東北線電車のみが停車し、旅客案内では「東北（本）線」とは案内されない。

## 歴史
- 1936年（昭和11年）9月1日：鉄道省の駅として開業[2][3]。
- 1968年（昭和43年）10月：現駅舎が建築される。
- 1985年（昭和60年）3月14日：荷物扱い廃止[4]。
- 1987年（昭和62年）4月1日：国鉄分割民営化に伴い、東日本旅客鉄道（JR東日本）の駅となる[4]。
- 1992年（平成4年）12月15日：自動改札機を設置し、使用開始[5]。
- 2001年（平成13年）11月18日：ICカード「Suica」の利用が可能となる[広報 1]。
- 2004年（平成16年）3月29日：この日をもってびゅうプラザが営業を終了。
- 2019年（平成31年・令和元年）
  - 2月1日：業務委託化。
  - 12月7日：ホームドアの使用を開始[6]。
- 2022年（令和4年）8月31日：この日をもってみどりの窓口の営業を終了[7]。

## 駅構造
島式ホーム1面2線を持つ地上駅で、橋上駅舎を有している。
JR東日本ステーションサービスが駅管理を受託する浦和駅管理の業務委託駅である。自動改札機、指定席券売機を設置している。
プラットホームと改札階、および東口、西口と改札階を連絡するエレベーターのほか、プラットホーム・東口階段・西口階段には上り方向のみエスカレーターが設置されている。

### のりば
| 番線 | 路線       | 方向 | 行先                       |
| ---- | ---------- | ---- | -------------------------- |
| 1    | 京浜東北線 | 南行 | 上野・東京・横浜・大船方面 |
| 2    | 京浜東北線 | 北行 | 与野・大宮方面             |

（出典：JR東日本:駅構内図）

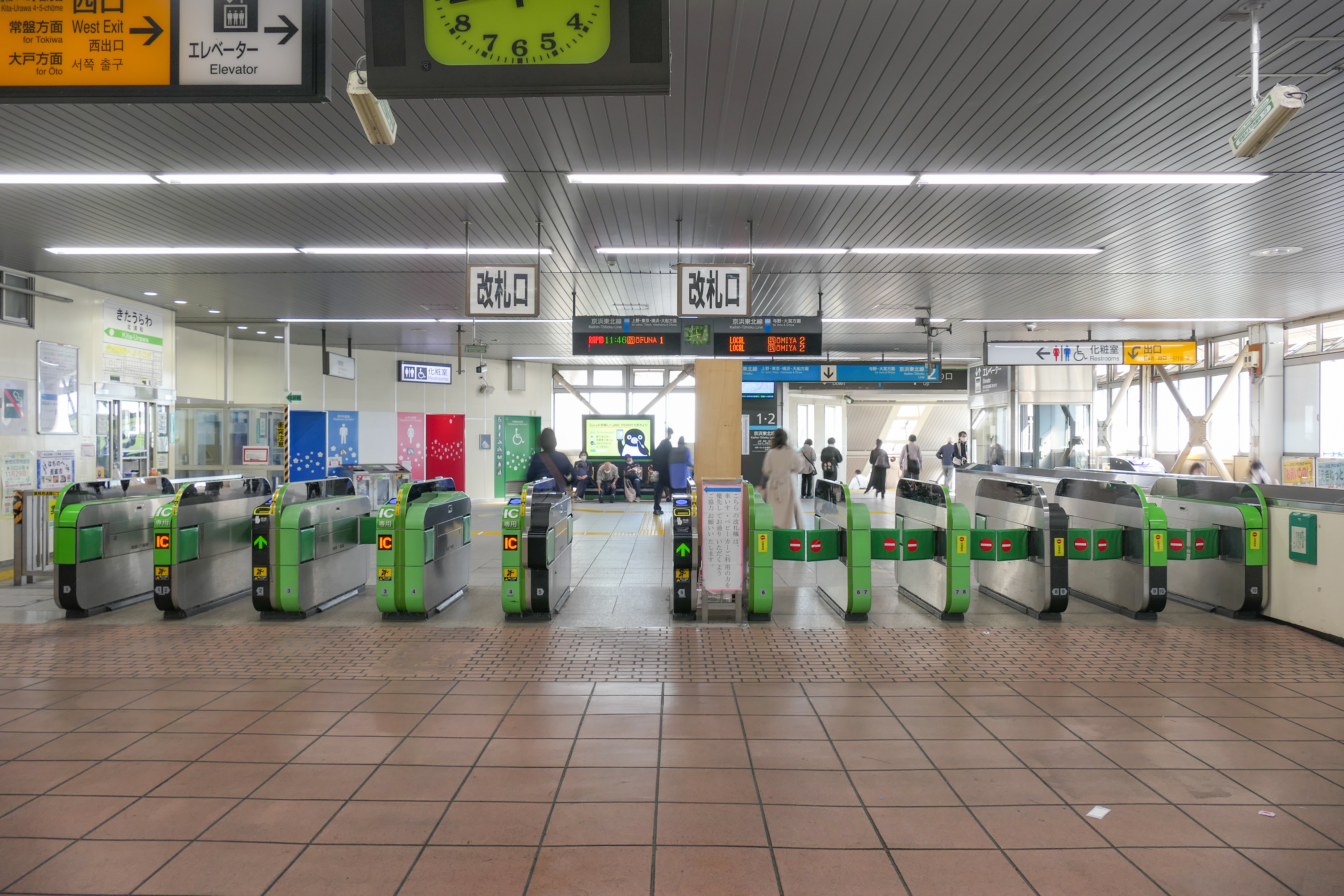
改札口（2022年11月）
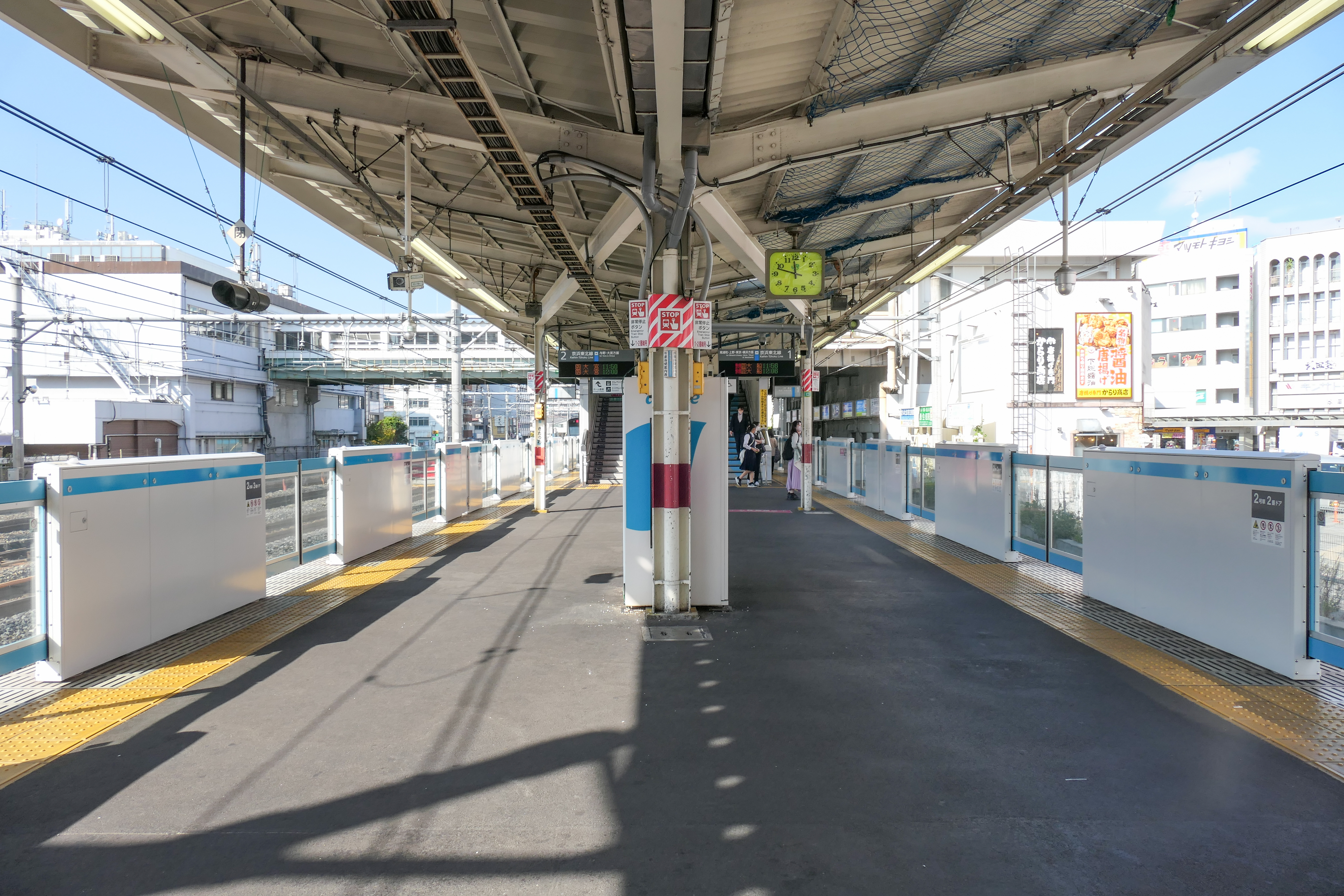
ホーム（2022年11月）

### 発車メロディ
2007年10月1日から、2番線の発車メロディにさいたま市歌『希望（ゆめ）のまち』が使用されている。
| 1 | JK | JR-SH5-3   |  |
| 2 | JK | 希望のまち |  |

## 利用状況
2023年度（令和5年度）の1日平均乗車人員は47,163人である。JR東日本管内の駅では新横浜駅に次いで第93位。
JR東日本および埼玉県統計年鑑によると、1981年度（昭和56年度）以降の1日平均乗車人員の推移は以下の通り。
| 年度               | 1日平均 乗車人員 | 出典     |
| ------------------ | ---------------- | -------- |
| 1981年（昭和56年） | 54,164           |          |
| 1982年（昭和57年） | 54,189           |          |
| 1983年（昭和58年） | 53,554           |          |
| 1984年（昭和59年） | 54,025           |          |
| 1985年（昭和60年） | 52,012           |          |
| 1986年（昭和61年） | 48,169           |          |
| 1987年（昭和62年） | 47,626           |          |
| 1988年（昭和63年） | 48,743           |          |
| 1989年（平成元年） | 49,824           |          |
| 1990年（平成02年） | 50,793           |          |
| 1991年（平成03年） | 52,078           |          |
| 1992年（平成04年） | 52,288           |          |
| 1993年（平成05年） | 52,002           |          |
| 1994年（平成06年） | 51,412           |          |
| 1995年（平成07年） | 50,646           |          |
| 1996年（平成08年） | 50,422           |          |
| 1997年（平成09年） | 49,775           |          |
| 1998年（平成10年） | 49,611           |          |
| 1999年（平成11年） | 48,914           | [ * 1 ]  |
| 2000年（平成12年） | 49,182           | [ * 2 ]  |
| 2001年（平成13年） | 48,976           | [ * 3 ]  |
| 2002年（平成14年） | 49,621           | [ * 4 ]  |
| 2003年（平成15年） | 50,030           | [ * 5 ]  |
| 2004年（平成16年） | 49,592           | [ * 6 ]  |
| 2005年（平成17年） | 49,706           | [ * 7 ]  |
| 2006年（平成18年） | 50,097           | [ * 8 ]  |
| 2007年（平成19年） | 50,438           | [ * 9 ]  |
| 2008年（平成20年） | 50,616           | [ * 10 ] |
| 2009年（平成21年） | 50,492           | [ * 11 ] |
| 2010年（平成22年） | 50,286           | [ * 12 ] |
| 2011年（平成23年） | 49,524           | [ * 13 ] |
| 2012年（平成24年） | 49,958           | [ * 14 ] |
| 2013年（平成25年） | 50,727           | [ * 15 ] |
| 2014年（平成26年） | 50,459           | [ * 16 ] |
| 2015年（平成27年） | 51,647           | [ * 17 ] |
| 2016年（平成28年） | 52,330           | [ * 18 ] |
| 2017年（平成29年） | 52,872           | [ * 19 ] |
| 2018年（平成30年） | 53,132           | [ * 20 ] |
| 2019年（令和元年） | 52,674           | [ * 21 ] |
| 2020年（令和02年） | 40,419           | [ * 22 ] |
| 2021年（令和03年） | 42,547           |          |
| 2022年（令和04年） | 45,805           |          |
| 2023年（令和05年） | 47,163           |          |

## 駅周辺

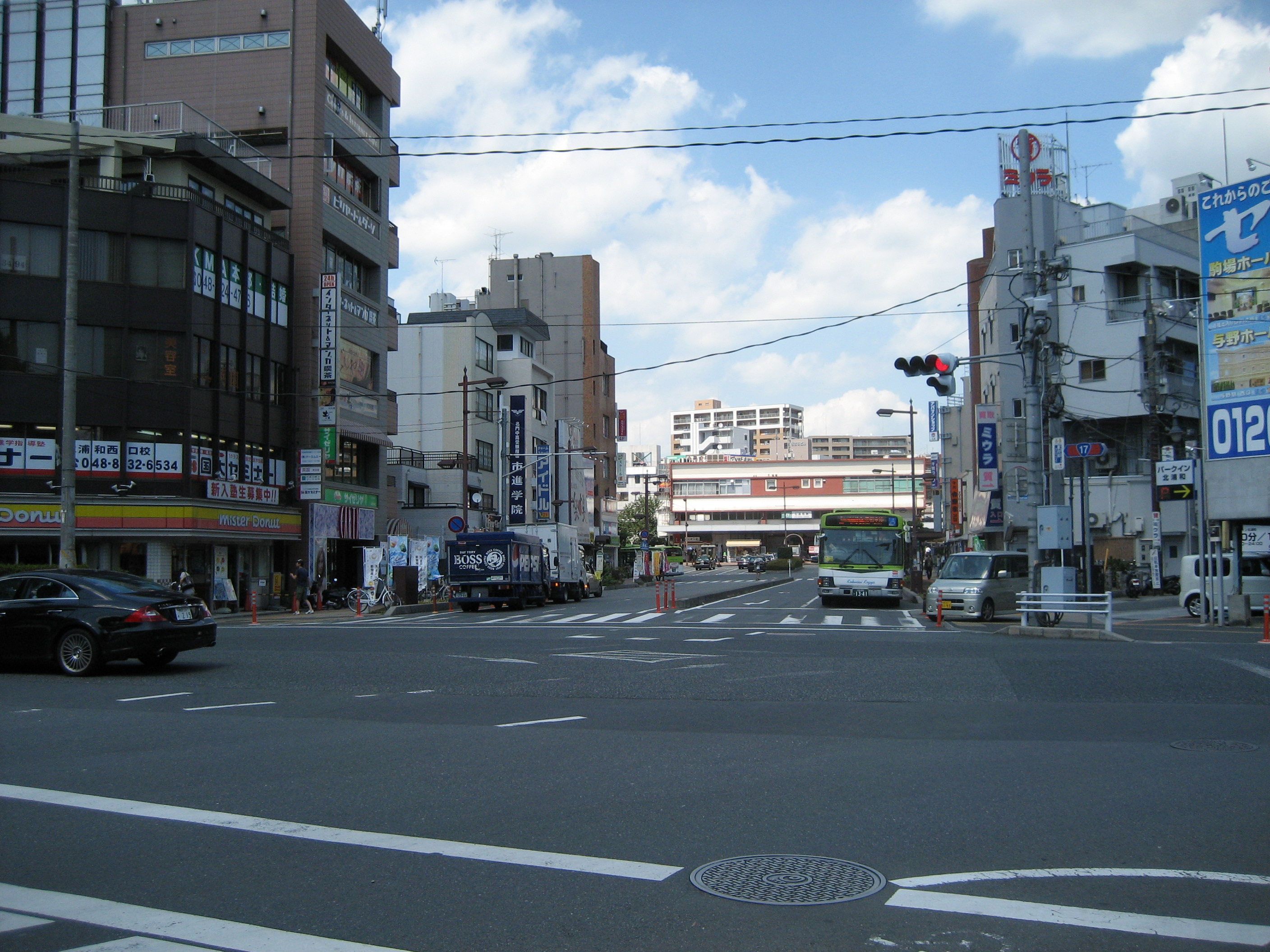
国道17号から見た西口

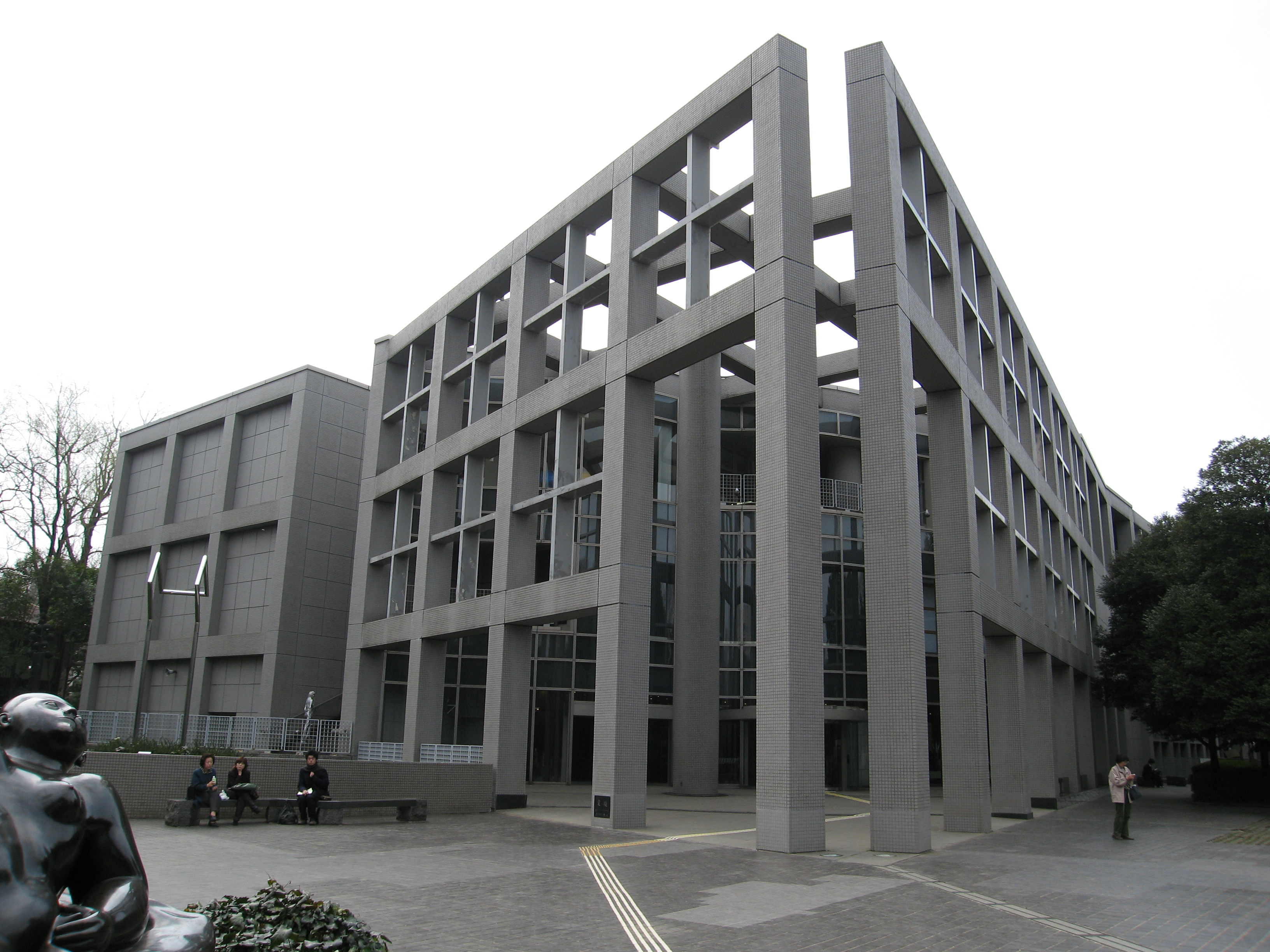
埼玉県立近代美術館

当駅周辺では駅のすぐ西側を国道17号と国道463号（併用区間）が、東側を旧中山道（埼玉県道65号さいたま幸手線）がそれぞれ鉄道に並行して南北に走っており、それぞれの周囲に近隣型の商業地区が形成されている。東側には埼玉県立浦和高等学校やさいたま市立浦和中学校・高等学校、青山学院大学系属浦和ルーテル学院小学校・中学校・高等学校が立地、西口からは埼玉大学・埼玉県立常盤高等学校・埼玉県立浦和北高等学校などの教育機関方面へのバス路線が発着しており、これらの学校へ通う生徒、学生の利用も多い。また、それらの生徒向けの学習塾なども多く立地する。西口から国道17号を南下するとほどなく埼玉りそな銀行本店やさいたま市役所に到達し、当駅西側の商店街は浦和駅西側の商業地区、官庁街と連続していると見ることもできる。さいたま市立病院へは東口バスターミナルから頻繁にバスが運行されている。
西口のロータリー端に西口開設記念碑があり、第4代日本国有鉄道総裁・十河信二の名前が刻まれている。西口から徒歩すぐに立地する北浦和公園は、大規模な音楽噴水で有名なスポットである。

### 東口
- 北浦和ターミナルビル
  - クイーンズ伊勢丹
- さいたま市立北浦和図書館
- 北浦和駅前郵便局
- さいたま市水道局本庁舎
- さいたま市北浦和インフォメーションセンター（レッズスクエア） - 北浦和駅市民の窓口、観光案内所、市民サロンを設置。
- 浦和元町シティ
- 浦和総合運動場
  - さいたま市営浦和球場
- さいたま市駒場スタジアム
- さいたま市青少年宇宙科学館
- 浦和駒場体育館
- 埼玉県立浦和高等学校
- 青山学院大学系属浦和ルーテル学院小学校・中学校・高等学校
- さいたま市立浦和中学校・高等学校
- さいたま市立北浦和小学校
- さいたま市立針ヶ谷小学校
- さいたま市立木崎小学校
- さいたま市立本太小学校
- さいたま市立本太中学校
- 北浦和ゴルフセンター
- 埼玉県道65号さいたま幸手線
- 埼玉県道164号鴻巣桶川さいたま線
- ビッグ・エー さいたま元町店

### 西口
- 埼玉メディカルセンター
- 北浦和公園
  - 埼玉県立近代美術館
- 埼玉りそな銀行

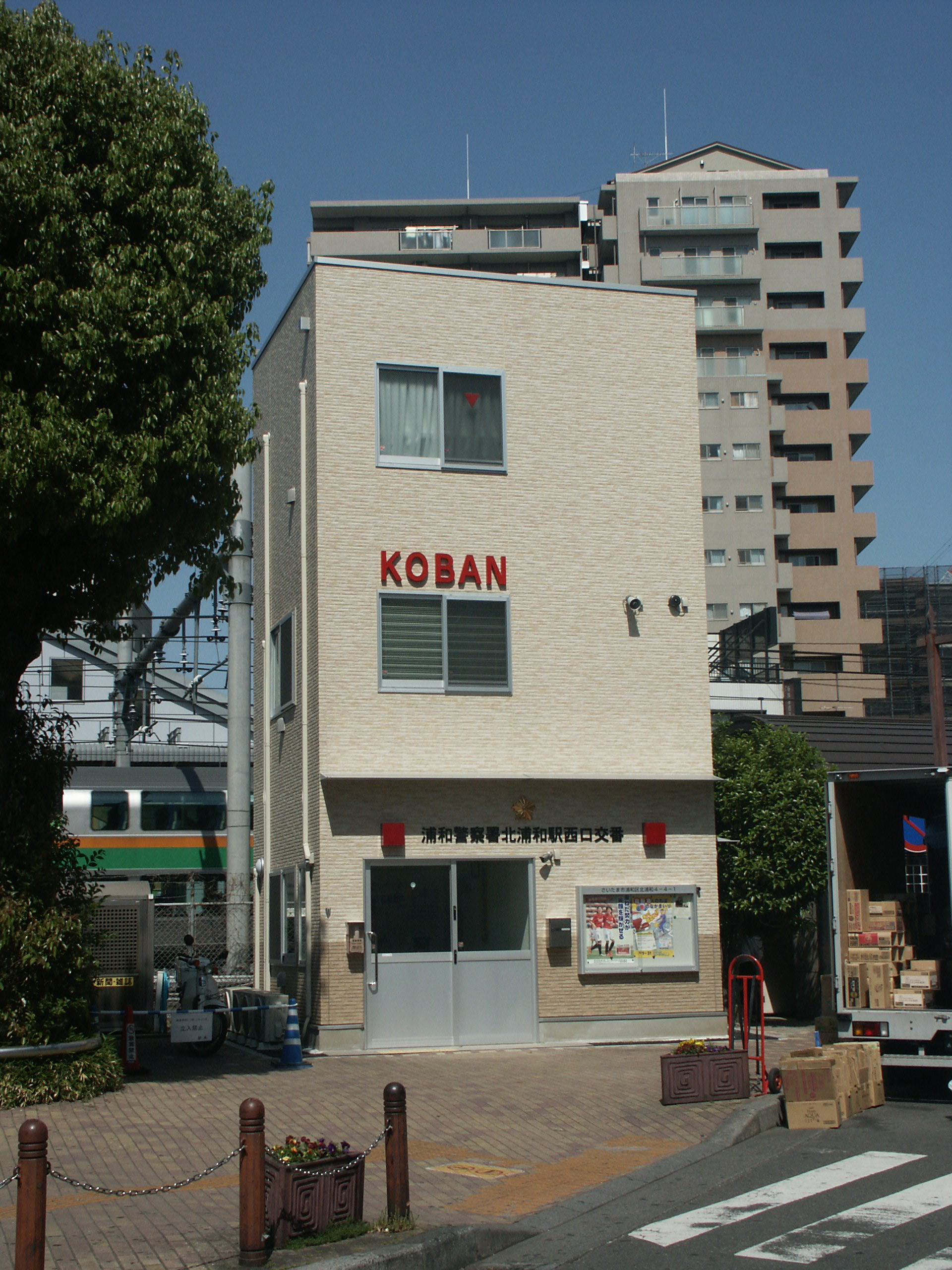
北浦和交番

  - 本部・さいたま営業部（旧埼玉銀行本部・本店営業部）
  - 北浦和西口支店
- テクノシティ浦和
- 日本年金機構浦和年金事務所
- 国際交流基金日本語国際センター
- NTT東日本さいたま新常盤ビル
- イオン北浦和店
- オーケー 与野店
- 二木屋
- 国道17号（中山道）
- 国道463号（埼大通り）
- 埼玉県道155号さいたま武蔵丘陵森林公園自転車道線（森林公園自転車道）
- さいたま市立常盤中学校
- さいたま市立常盤北小学校
- さいたま市立常盤小学校
- さいたま市立仲町小学校
- さいたま市立大戸小学校
- 埼玉大学教育学部附属幼稚園
- 浦和常盤十郵便局
- ハローワーク浦和（公共職業安定所）
- 埼玉県浦和合同庁舎

## バス路線
以下の路線バスが乗り入れ、国際興業バス、西武バス、東武バスウエストによって運行されている。

### 東口
0番のりばは駅前ロータリー内に、8番のりばは北浦和駅東口交差点の先（モスバーガー向かい）に、1・3・5番のりばは東口ロータリーから約100 m以上東へ離れた埼玉県道65号さいたま幸手線沿いにある、クイーンズ伊勢丹が入居する北浦和ターミナルビルの外周部にあるバスターミナルから発着している。
国際興業バスは、始発 - 9時台および16時台 - 終車までは0番のりばを使用するが、10時台 - 15時台までは3番のりばを使用するため駅前ロータリーへは乗り入れない。
もともと、北浦和ターミナルビルは東武バスの「北浦和駅停留所」として埼玉県道64号さいたま岩槻線を経由する系統の平地の折返場であったが、1998年頃より周辺の再開発が行われ、北浦和ターミナルビルと隣接する高層マンション「ハイムプラザ北浦和」が2001年12月に竣工した。
このため、停留所名は、東武バスは旧来からの北浦和駅、国際興業バスは北浦和駅東口と区別するため北浦和ターミナルビルとなっている。
| 乗り場 | 運行事業者       | 系統・行先                                                                        | 備考                                     |
| ------ | ---------------- | --------------------------------------------------------------------------------- | ---------------------------------------- |
| 0      | 国際興業バス     | 北浦50：さいたま新都心駅東口 北浦50-2：上木崎 北浦55：領家二丁目 浦51：浦和駅西口 |                                          |
| 1      | 東武バスウエスト | 浦31：市営アパート・さいたま市立病院 / JR社員寮前                                 |                                          |
| 3      | 国際興業バス     | 北浦50-3：さいたま新都心駅東口 浦51-3：浦和駅西口                                 |                                          |
| 5      | 東武バスウエスト | 岩01：岩槻駅 岩02・岩04：宮下 岩03・岩05：東新井団地                              | 「岩02」の東新井団地経由便は深夜のみ運行 |
| 8      | 東武バスウエスト | 岩04・岩05・浦31：浦和駅西口                                                      |                                          |

### 西口
1・2・3番のりばは駅前ロータリー内に、5番のりばは北浦和駅入口交差点手前に、7番のりばは北浦和駅入口交差点の先（北浦和公園前）にある。
| 乗り場 | 運行事業者            | 系統・行先                                                         | 備考                        |
| ------ | --------------------- | ------------------------------------------------------------------ | --------------------------- |
| 1      | 国際興業バス          | 北浦80：西浦和車庫                                                 |                             |
| 2      | 国際興業バス          | 新都01：さいたま新都心駅 北浦04：白鍬電建住宅 北浦81：新中里三丁目 | 「北浦81」は平日1本のみ運行 |
| 3      | 西武バス              | 北浦10：浦和北高校 北浦11：大久保 北浦15：加茂川団地               |                             |
| 5・7   | 国際興業バス 西武バス | 北浦03：埼玉大学                                                   |                             |

## 隣の駅
東日本旅客鉄道（JR東日本）
 京浜東北線
■快速・■各駅停車
与野駅 (JK 45) - 北浦和駅 (JK 44) - 浦和駅 (JK 43)

## その他
1978年（昭和53年）9月22日、西口ロータリーで暴走車が逆走する事件が発生、客待ちしていたタクシーや路線バスに体当たりを続けた。駅前には100人以上の乗降客らがいたが、やむなく警官が発砲の上、暴走車の運転手を取り押さえた。警官を含め2人が負傷。

### 記事本文